# Giacomo Durando
Giacomo Durando (Mondovì, 4 febbraio 1807 – Roma, 21 agosto 1894) è stato un generale e politico italiano.
Fratello del beato Marcantonio Durando e di Giovanni Durando che comandò l'esercito romano nella prima guerra di indipendenza.

## Biografia
Di orientamento liberale moderato, partecipò ai moti rivoluzionari in Piemonte del 1831 e 1832, in seguito ai quali fu costretto a rifugiarsi all'estero. Prestò servizio nell'esercito belga, combattendo nella guerra del 1832, e combatté in Portogallo nel 1833. L'anno dopo fu al servizio della Spagna, per cui combatté in diverse battaglie. Fu promosso al grado di colonnello nel 1838.
Dopo un breve soggiorno in Francia, rientrò in Italia dove appoggiò il movimento liberale; divenne un attivo giornalista e fondò un giornale, L'Opinione, nel 1847. Nel 1848 fu tra quelli che chiesero a Carlo Alberto di Savoia la costituzione.
Allo scoppio della prima guerra di indipendenza, comandò i Corpi Volontari Lombardi, con il grado di maggiore generale e per la fine della guerra era divenuto aiutante di campo del re. Fu eletto al primo Parlamento piemontese e fu un tenace sostenitore di Camillo Benso, Conte di Cavour; durante la guerra di Crimea sostituì il generale Alfonso La Marmora come ministro della guerra.
Nel 1855 fu nominato senatore e incaricato di studiare una riforma inerente all'Ordine Militare di Savoia passata alla storia come "Riforma Durando" e approvata con decreto del 28 settembre 1855. Divenne tenente generale l'anno seguente, ambasciatore a Costantinopoli nel 1859, e ministro degli affari esteri nel governo Rattazzi due anni dopo. Fu Presidente del Senato dal 27 novembre 1884 al 16 novembre 1887, anno in cui prese anche congedo dall'esercito.